# Tiukatjärnarna (Jokkmokks socken, Lappland, 739625-167133)
Tiukatjärnarna är en sjö i Jokkmokks kommun i Lappland och ingår i Luleälvens huvudavrinningsområde.